# Alpes de Berchtesgaden
Les Alpes de Berchtesgaden sont un massif des Préalpes orientales septentrionales. Il s'élève entre le Land de Salzbourg en Autriche et l'État de Bavière en Allemagne. Leur nom provient de la ville de Berchtesgaden, au sein du massif.
Le Hochkönig est le point culminant du massif.

## Géographie

### Situation

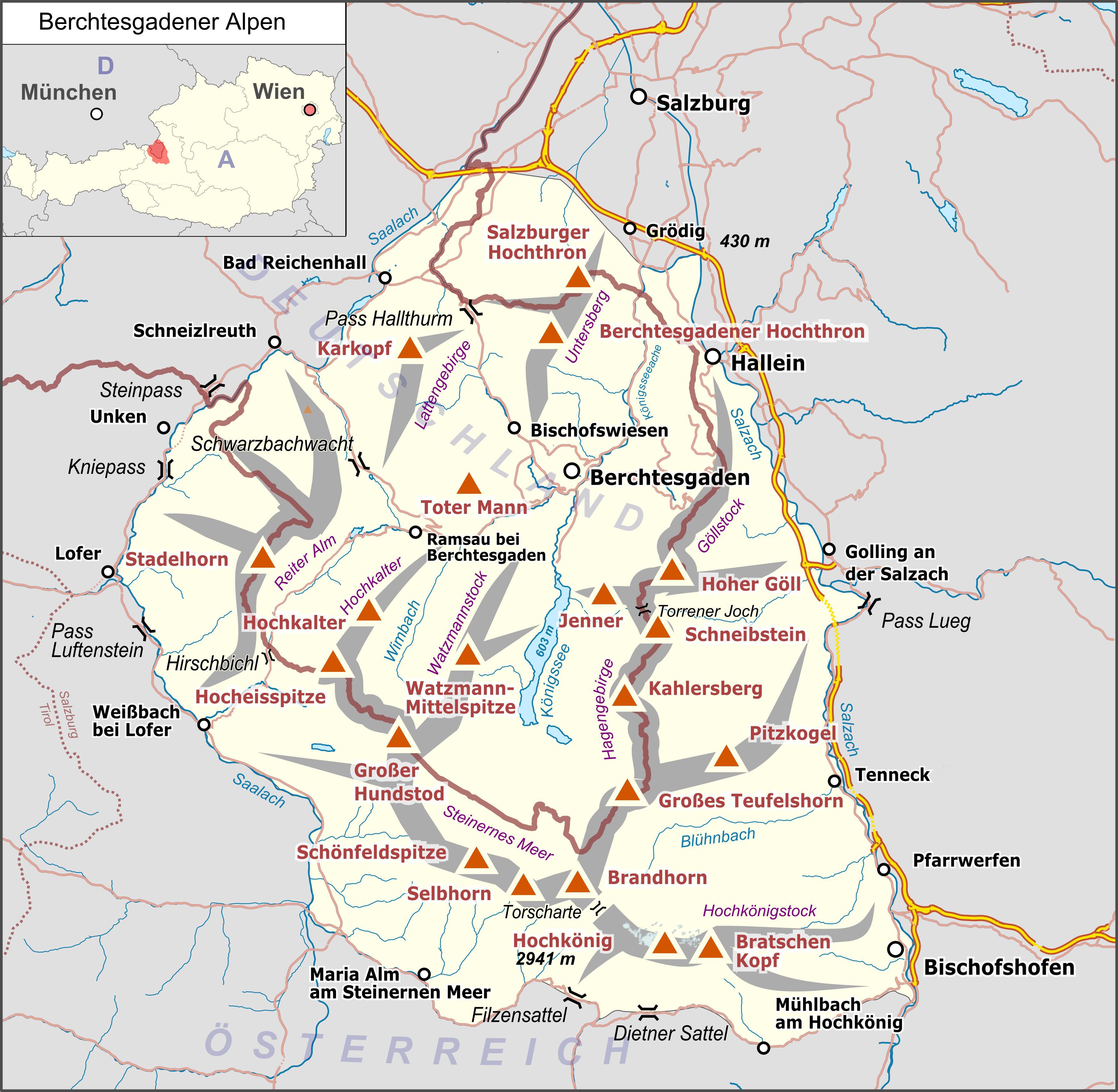
Les chaînons et les sommets des Alpes de Berchtesgaden.

Ce massif s'articule autour du chaînon central du Watzmann, s'étendant entre les rivières de la Saalach à l'ouest et la Salzach à l'est. Il est entouré par le massif du Salzkammergut au-delà du bassin de Salzbourg au nord-est, par le massif de Tennen à l'est, par la vallée de la Salzach et les Hohe Tauern au sud, par les Alpes de Kitzbühel au sud-ouest, les massifs de Lofer et Leogang jusqu'à Lofer à l'ouest et par les Alpes du Chiemgau au nord-ouest.
On peut diviser le massif en zones zones : il est constitué des chaînons du Hochkönigstock s'élevant à une hauteur de 2 941 mètres au sud-est, avec des étroits passages à la Steinernes Meer (le plus étendu avec 100 km2) à l'ouest et l'Untersberg au nord et les monts de Hagen au nord. La frontière austro-allemande traverse le massif en forme de fer à cheval, du Reiter Alm à l'ouest via les chaînons du Hochkalter, du Steinernes Meer, de Hagen, du Göllstock et de l'Untersberg. Ces chaînes, avec les monts de Latten, entourent le bassin de Berchtesgaden au sud de l'arrondissement du Pays-de-Berchtesgaden, les lacs allongés de Königssee et de Obersee ainsi que le Watzmannstock au centre. Les Salzburger Schieferalpen (« Alpes schisteuses salzbourgeoises »), avoisinantes au sud, peut être considérées comme un massif distinct.
Les chaînons incluent des vastes hauts plateaux et des terrains karstiques avec plusieurs de lapiés, de dolines et de gouffres. Le lac Funten est un lac karstique situé dans un ouvala de la Steinernes Meer qui est célèbre pour des températures jusqu'à 30 °C inférieures à la zone environnante.

### Sommets principaux

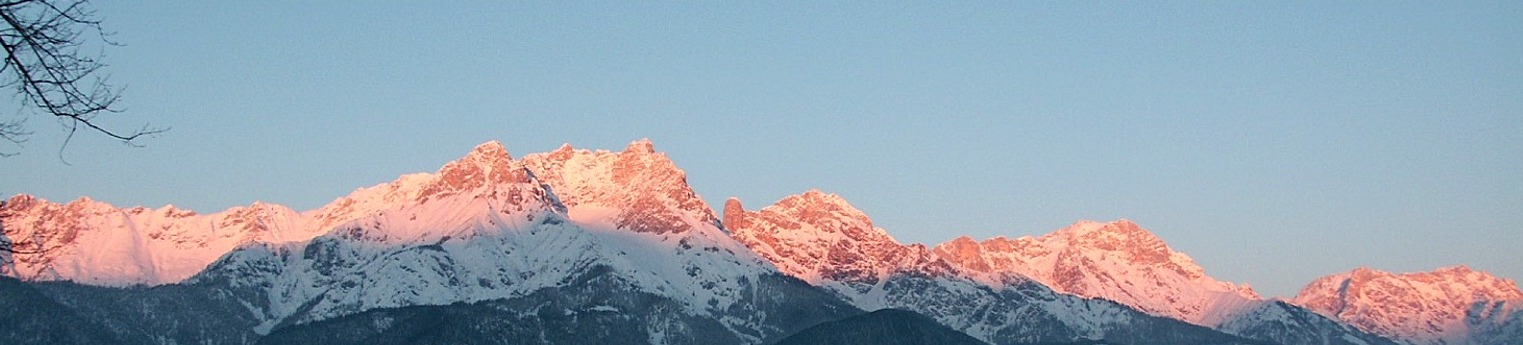
Le chaînon du Steinernes Meer.

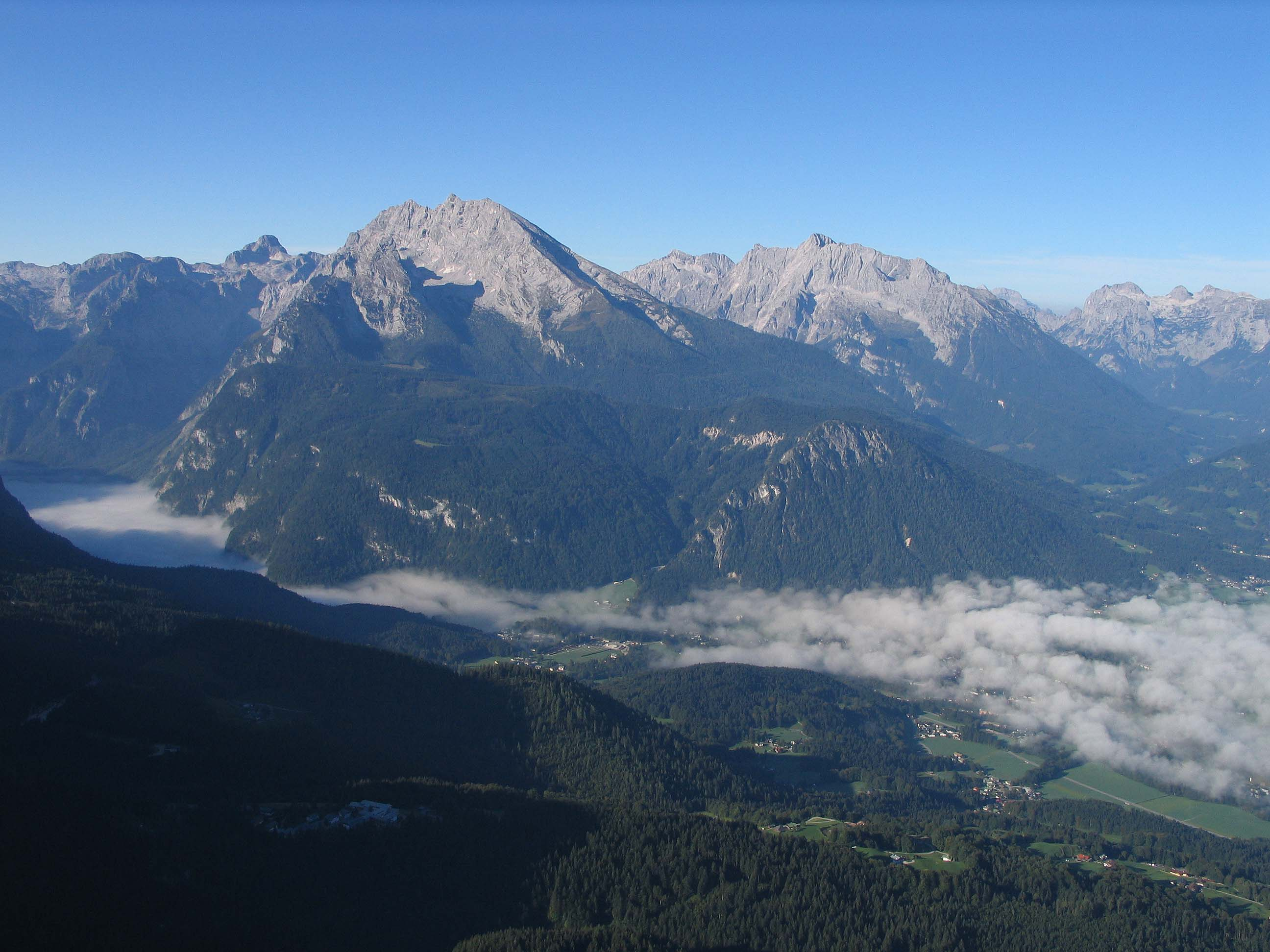
Vue depuis le Kehlsteinhaus sur le Watzmann et le Hochkalter.

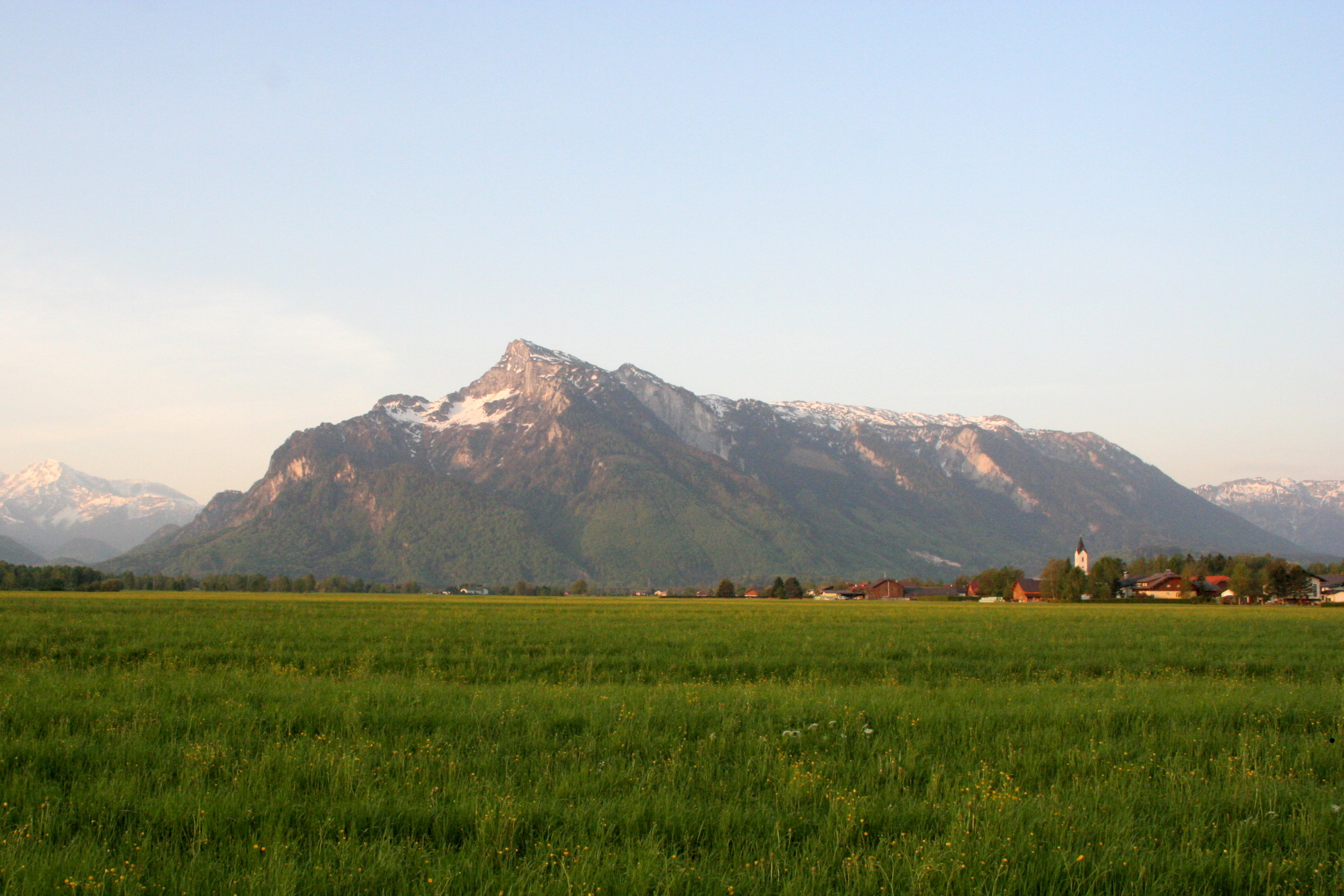
Le chaînon de l'Untersberg depuis Salzbourg.

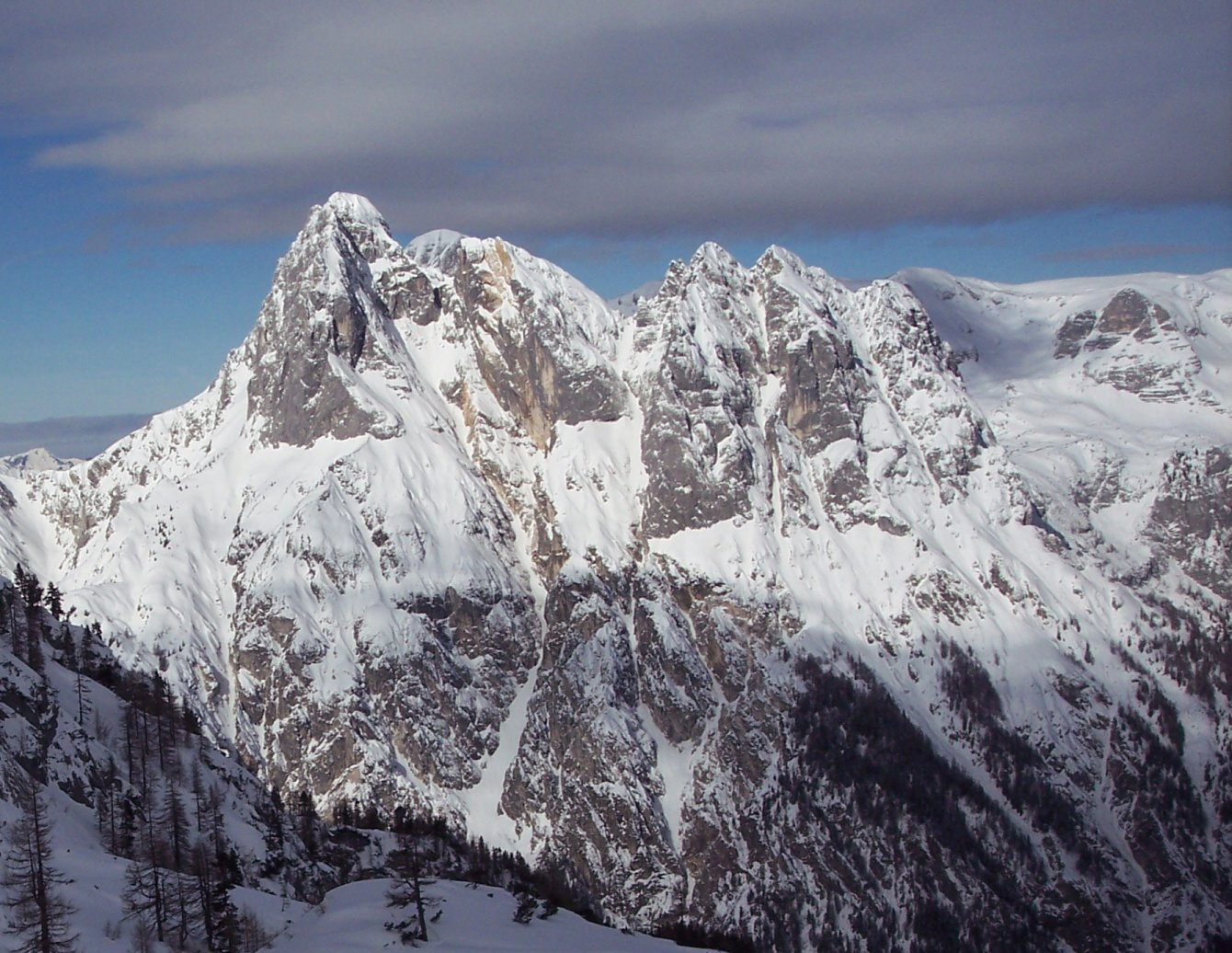
Le versant sud-est du chaînon du Reiter Alm.

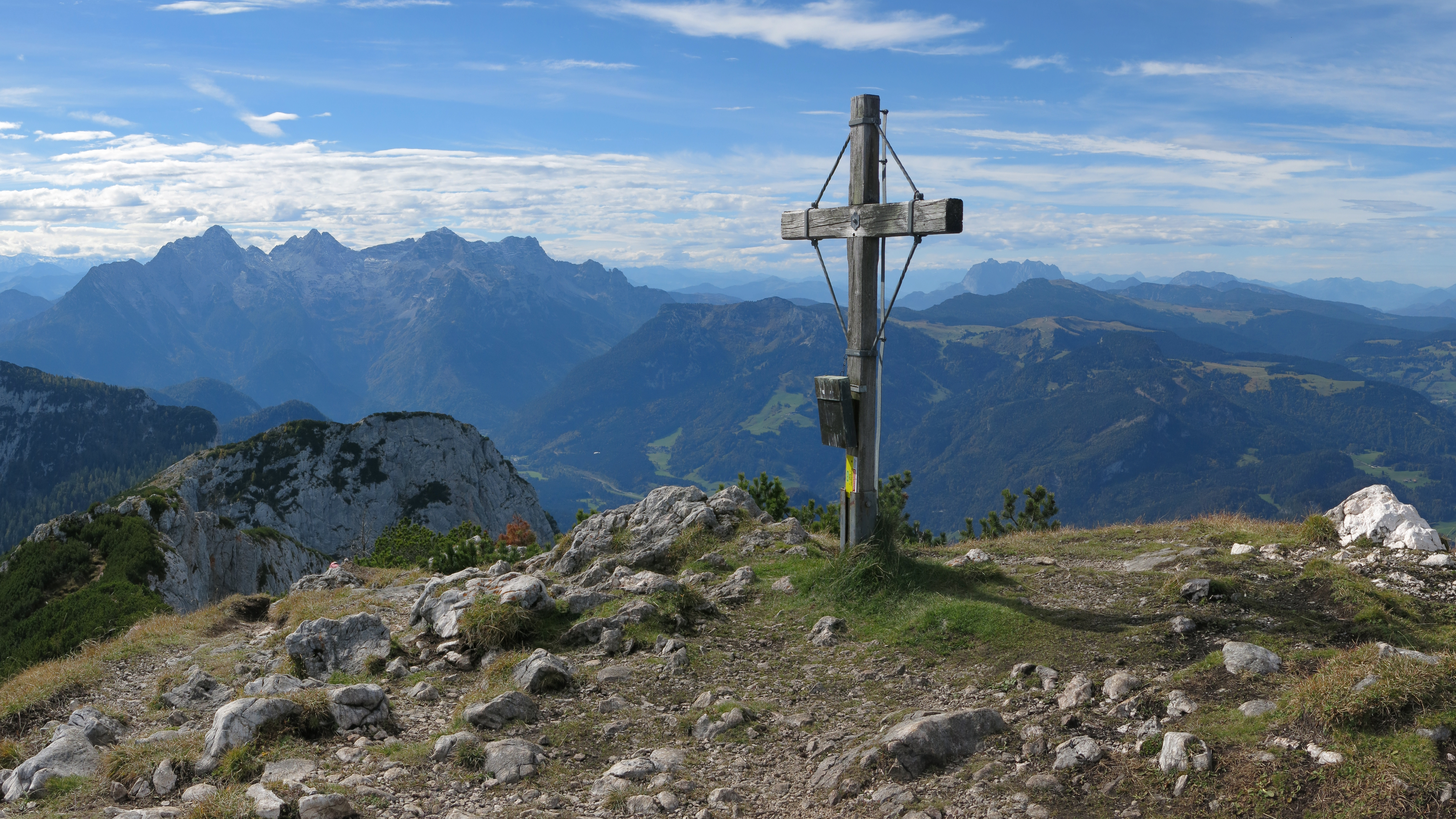
Vue du sommet du Großer Weitschartenkopf, dans le Reiter Alm ; au loin, les massifs de Lofer et Leogang, avec le Grosses Ochsenhorn.

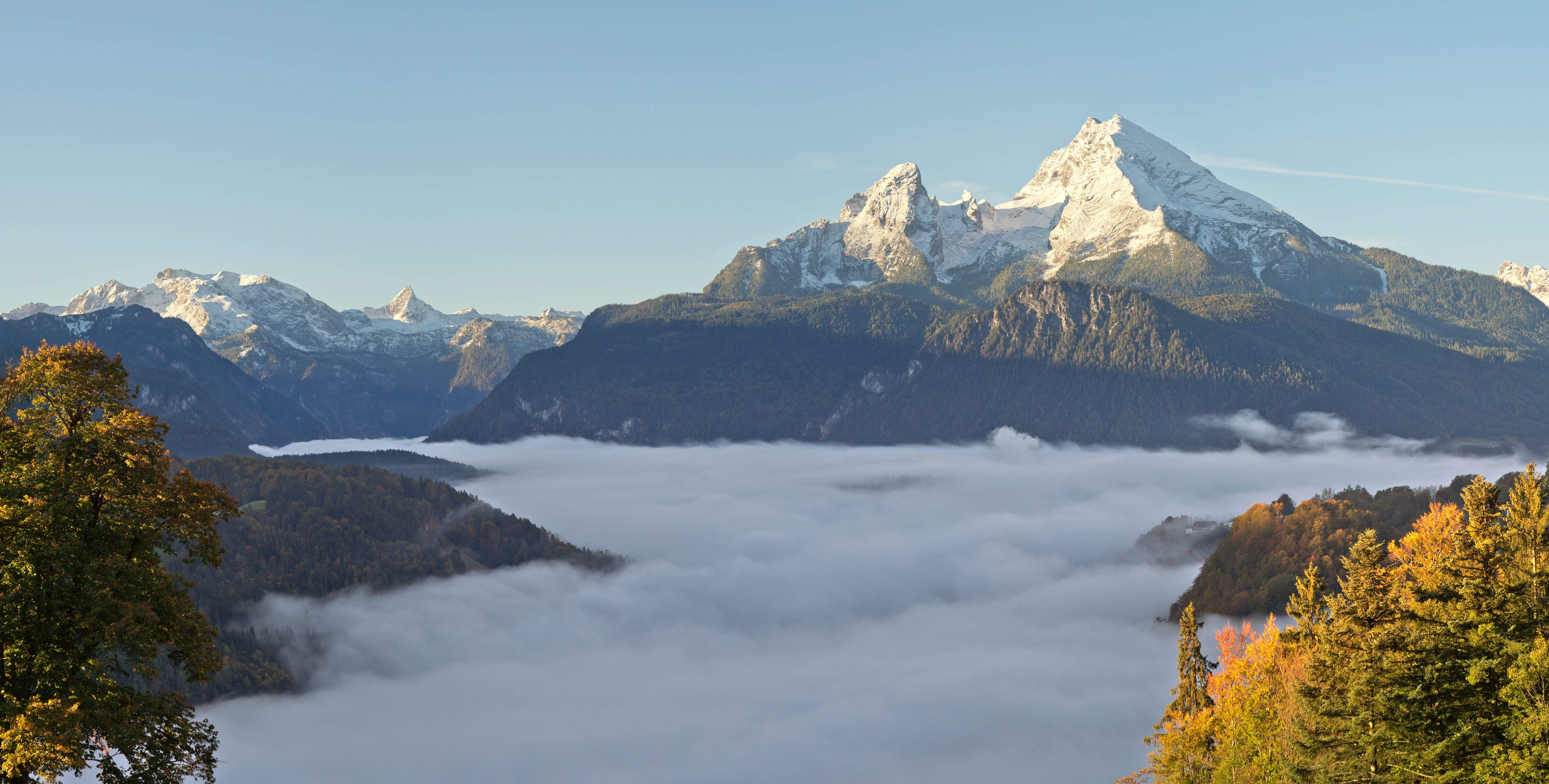
Vue des Alpes de Berchtesgaden depuis le nord ; apparraissent le chainon montagneux de Steinernes Meer avec le Funtenseetauern et le Schönfeldspitze, puis derrière la mer de nuage le Watzmann, enfin à l'extrême droite de l'image le Hocheisspitze.

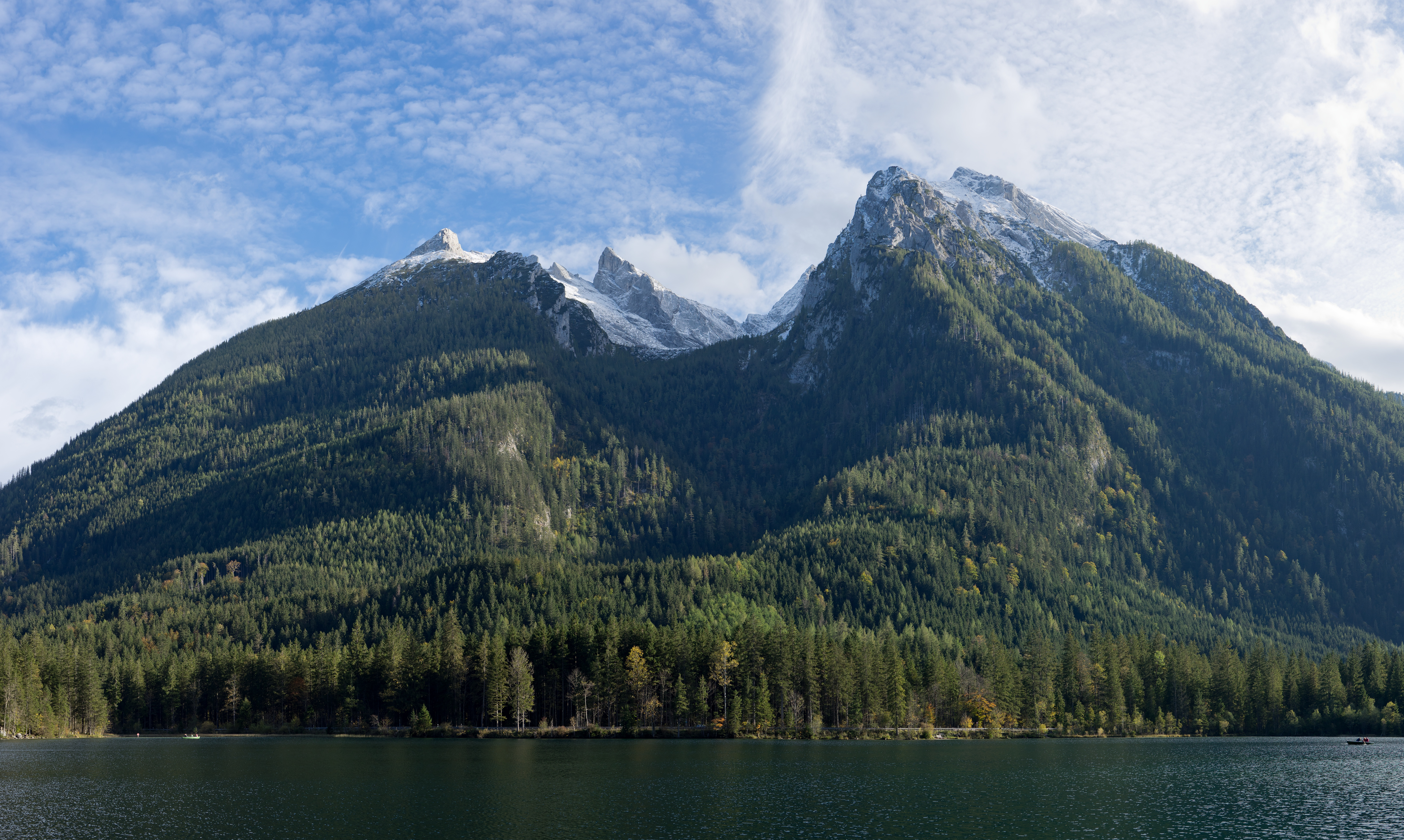
Vue depuis le Hintersee.

| - Hochkönig (Hochkönigstock), 2 941 m - Kummetstein (Hochkönigstock), 2 875 m - Großer Bratschenkopf (Hochkönigstock), 2 857 m - Lamkopf (Hochkönigstock), 2 846 m - Hochseiler (Hochkönigstock), 2 793 m - Watzmann central (Watzmannstock), 2 713 m - Watzmann méridional (Watzmannstock), 2 712 m - Selbhorn (Steinernes Meer), 2 655 m - Schönfeldspitze (Steinernes Meer), 2 653 m - Watzmann (Watzmannstock), 2 651 m - Brandhorn (Steinernes Meer), 2 610 m - Hochkalter (Hochkalter), 2 607 m - Grosser Hundstod (Steinernes Meer), 2 593 m - Langeck (Steinernes Meer), 2 593 m - Torsäule (Hochkönigstock), 2 588 m - Funtenseetauern (Steinernes Meer), 2 578 m - Wildalmkirchl (Steinernes Meer), 2 578 m - Schareck (Steinernes Meer), 2 567 m - Poneck (Steinernes Meer), 2 559 m - Grießkogel (Steinernes Meer), 2 543 m - Hoher Göll (Göllstock), 2 522 m - Hocheisspitze (Hochkalter), 2 521 m - Graskopf (Steinernes Meer), 2 519 m - Wildalmrotenkopf (Steinernes Meer), 2 515 m - Ofentalhörndl (Hochkalter), 2 513 m - Mannlköpfe (Steinernes Meer), 2 505 m - Breithorn (Steinernes Meer), 2 504 m - Mitterhorn (Steinernes Meer), 2 491 m - Kammerlinghorn (Hochkalter), 2 484 m - Blaueisspitze (Hochkalter), 2 481 m - Aulhorn (Steinernes Meer), 2 481 m - Toter Hund, 2 471 m - Steintalhörndl (Hochkalter), 2 468 m - Wurmkopf (Steinernes Meer), 2 451 m - Reißhorn (Steinernes Meer), 2 412 m - Großer Archenkopf (Göllstock), 2 391 m - Grosses Teufelshorn (Hagen), 2 362 m - Schindlkopf (Steinernes Meer), 2 357 m - Alpriedelhorn (Steinernes Meer), 2 351 m - Kahlersberg (Hagen), 2 350 m - Persailhorn (Steinernes Meer), 2 347 m - Brettriedel (Göllstock), 2 344 m - Hohes Brett (Göllstock), 2 338 m | - Schneiber (Steinernes Meer), 2 330 m - Laubwand (Steinernes Meer), 2 312 m - Sommerstein (Steinernes Meer), 2 308 m - Watzmannfrau (Watzmannstock), 2 307 m - Brandenberg (Steinernes Meer), 2 302 m - Stadelhorn (Reiter Alm), 2 286 m - Großes Häuselhorn (Reiter Alm), 2 284 m - Schneibstein (Hagen), 2 275 m - Watzmannkinder (Watzmannstock), 2 270 m - Gjaidkopf (Steinernes Meer), 2 268 m - Griesspitze (Watzmannstock), 2 255 m - Wagendrischelhorn (Reiter Alm), 2 251 m - Großes Mühlsturzhorn (Reiter Alm), 2 234 m - Schottmalhorn (Steinernes Meer), 2 232 m - Rotwandl (Steinernes Meer), 2 231 m - Grosses Palfelhorn (Hochkalter), 2 222 m - Windschartenkopf (Hagen), 2 211 m - Finstersbachköpfe (Steinernes Meer), 2 163 m - Viehkogel (Steinernes Meer), 2 158 m - Schärtenspitze (Hochkalter), 2 153 m - Hundstein (Salzburger Schieferalpen), 2 117 m - Hirschwiese (Watzmannstock), 2 114 m - Große Grundübelhorn (Reiter Alm), 2 096 m - Kleines Palfelhorn (Hochkalter), 2 073 m - Grosser Hachelkopf (Watzmannstock), 2 065 m - Hochkasern (Salzburger Schieferalpen), 2 017 m - Schwalbenwand (Salzburger Schieferalpen), 2 011 m - Grosser Hirsch (Steinernes Meer), 1 993 m - Berchtesgadener Hochthron (Untersberg), 1 972 m - Rauchkopf (Steinernes Meer), 1 953 m - Glunkerer (Steinernes Meer), 1 932 m - Falzköpfl (Watzmannstock), 1 928 m - Schneeberg (Salzburger Schieferalpen), 1 921 m - Pflughörndl (Göllstock), 1 920 m - Simetsberg (Steinernes Meer), 1 889 m - Gamsalmkopf (Untersberg), 1 888 m - Jenner (Göllstock), 1 874 m - Salzburger Hochthron (Untersberg), 1 852 m - Kehlstein (Göllstock), 1 834 m - Mooslahnerkopf (Watzmannstock), 1 815 m - Karkopf (Latten), 1 735 m - Predigtstuhl (Latten), 1 616 m - Großer Rauhenkopf 1 604 m |

Panorama à 360° depuis le sommet du Wagendrischelhorn.

## Géologie
Dans la partie inférieure des Alpes de Berchtesgaden prédomine la dolomie, appelée ici dolomie de Ramsau. Les pierriers de la vallée du Wimbach se composent principalement de cette roche. Les pentes constituées de dolomie se distinguent fréquemment par une végétation de pins nains, comme dans le bas de l'Untersberg ou dans le Steinernen Meer (Mer de Pierre).
Au-dessus de la dolomie se trouve fréquemment une couche imposante, parfois jusqu'à 1 000 mètres, de calcaire, appelé ici calcaire du Dachstein. Les coquilles de bivalves trouvées dans cette roche et les algues stockées dans les minces couches dolomitiques laissent penser que les dépôts ont eu lieu dans une mer chaude peu profonde. Pendant environ 15 millions d'années, les organismes ont produit du calcaire pendant que l'écorce terrestre s'abaissait continuellement.
On trouve un autre type de calcaire du Dachstein par exemple dans le chaînon du Göllstock : les roches se composent de coraux stockés, d'éponges calcaire et d'algue calcaire qui indiquent un récif corallien présent dans un fort ressac.

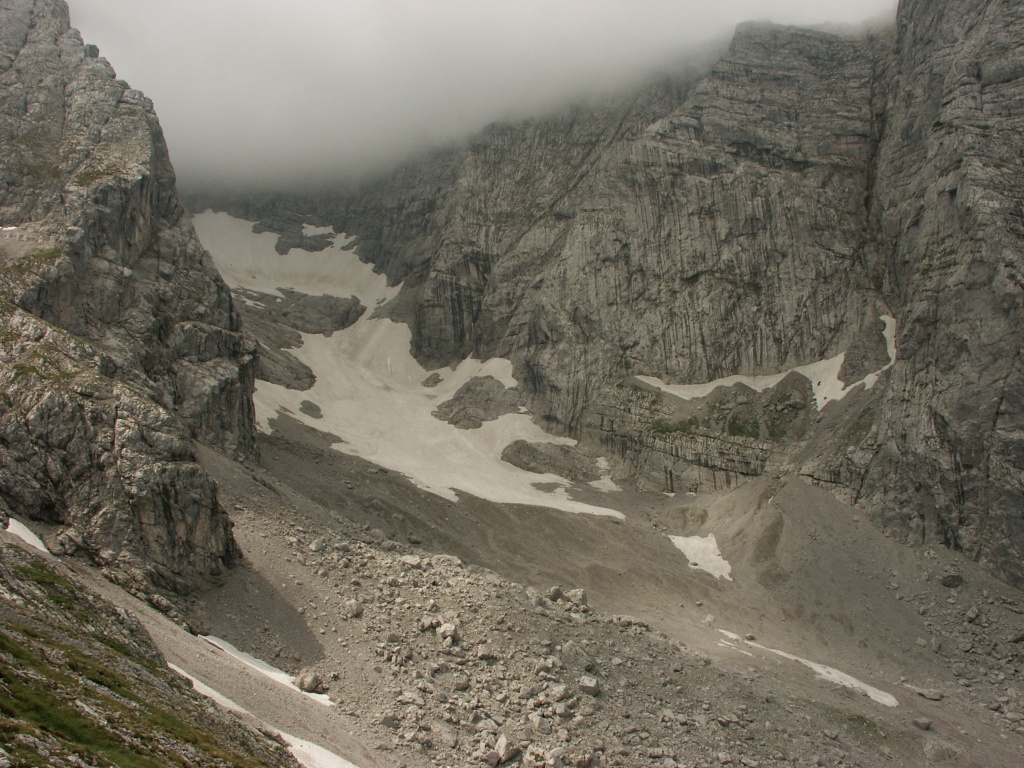
Les restes du Blaueisgletscher en 2003.

Pendant la période glaciaire, des névés immenses se sont formés, évacués comme le glacier dans l'Avant-Pays. En conséquence, la vallée du Königssee s'est retrouvée 200 mètres sous le niveau du fond habituel, ce qui explique encore aujourd'hui la profondeur remarquable du lac. L'érosion des glaciers a entraîné la forme en U actuelle des vallées. Les débris laissés après leur retraite (moraines) constituent la séparation entre les parties supérieure et inférieure du Königssee.
Aujourd'hui, le Übergossene Alm au Hochkönig et le Blaueisgletscher en dessous des sommets du Hochkalter sont les uniques glaciers restants dans les Alpes de Berchtesgaden. Par suite du réchauffement climatique général, les deux sont compromis dans leur existence.
En 1989 ont été révélées par Günther Graup dans le domaine calcaire à la frontière entre le Tertiaire et le Crétacé trois anomalies stratigraphiques d'iridium indépendantes. Mais ces résultats n'ont pas prouvé l'existence d'un impact. Au contraire, les données géochimiques exactes indiquent une origine volcanique (corrélation positive au sélénium) qui tombe à une époque de fluctuation du niveau de la mer et du climat. Trois anomalies d'iridium indépendantes avaient également été décrites durant cet intervalle en Inde, en relation avec le volcanisme du Deccan.

## Histoire

### Alpinisme

#### Premières ascensions
- 1800 - Watzmann central (Watzmannstock) par Valentin Stanič
- 1801 - Hoher Göll (Göllstock) par Valentin Stanič
- vers 1800 - Traversée du Selbhorn (Steinernes Meer) par Franz Michael Vierthaler
- vers 1825 - Watzmann méridional (Watzmannstock) par Peter Carl Thurwieser
- vers 1825 - Schönfeldspitze (Steinernes Meer) par Peter Carl Thurwieser
- vers 1825 - Hochkalter (Hochkalter) par Fürst Schwarzenberg
- 1826 - Hochkönig (Hochkönigstock) par Peter Carl Thurwieser
- 1868 - Première traversée des trois sommets du Watzmann (Hocheck, Mittelspitze et Südspitze) par Johann Punz, Johann Grill et Albert Kaindl
- 1872 - face est du Watzmann par Johann Punz et Johann Grill
- 1936 - Grosses Mühlsturzhorn (Reiter Alm) via l'arête sud directe par Toni Kurz et Andreas Hinterstoisser

## Activités

### Stations de sports d'hiver
- Bad Reichenhall
- Berchtesgaden
- Bischofswiesen
- Dienten am Hochkönig
- Grödig
- Hallein
- Maria Alm am Steinernen Meer
- Mühlbach am Hochkönig
- Sankt Johann im Pongau
- Schneizlreuth
- Schönau am Königssee
- Zell am See

### Environnement

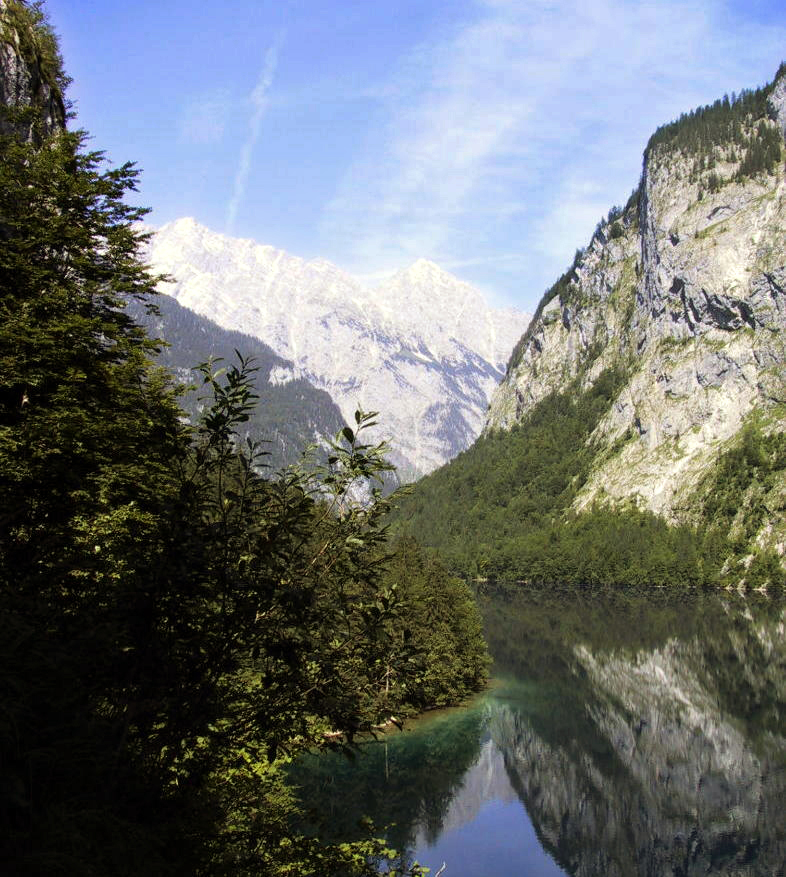
Le Watzmann vu de l'Obersee.

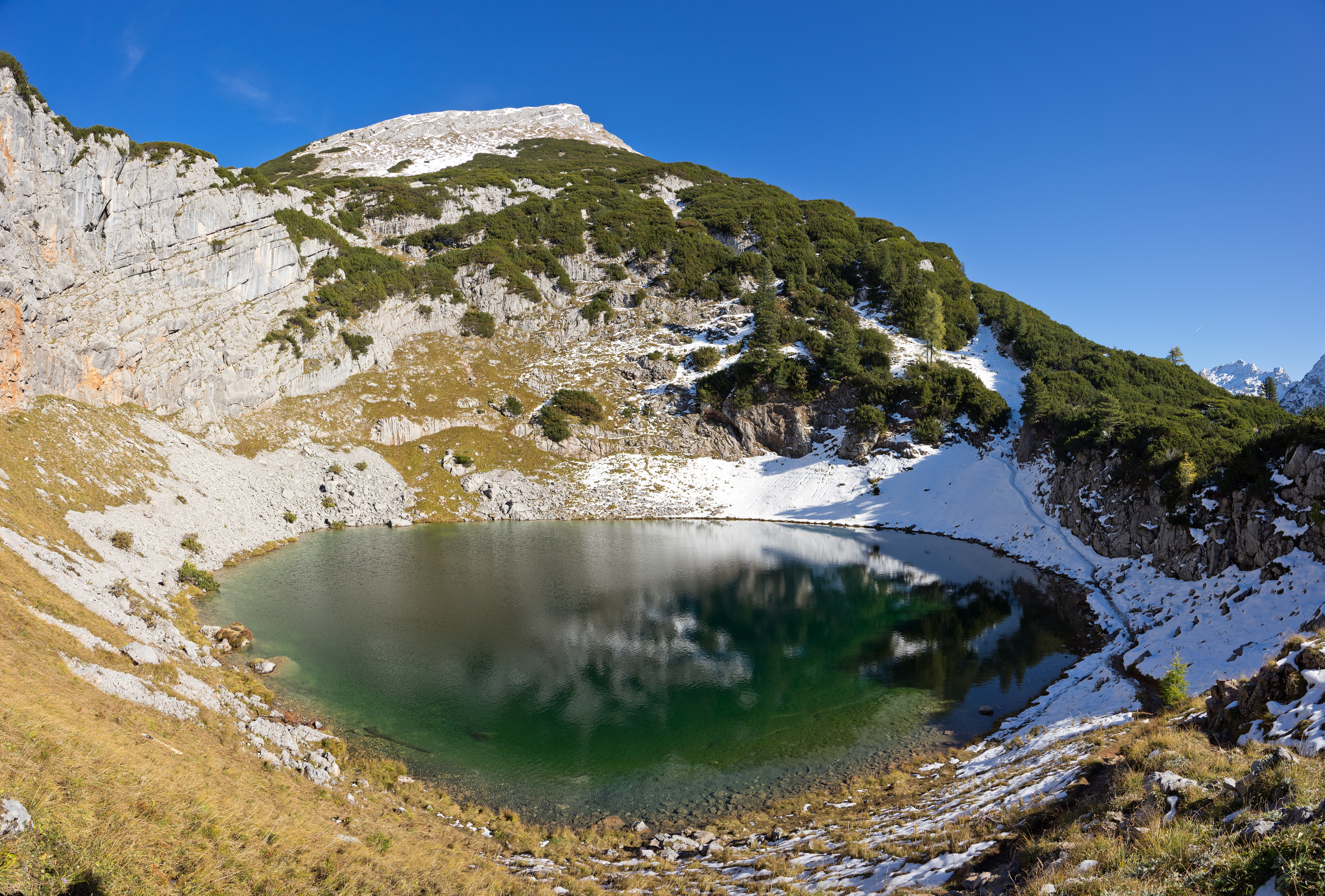
Le Seehornsee.

La partie centrale du massif située en Allemagne, autour du Königssee et du Watzmann, abrite le parc national de Berchtesgaden.
La faune et la flore sont très riches. Le plateau du Reiter Alm est couvert de pins cembro. La forêt d'antan a été victime du besoin en bois de la saline de Bad Reichenhall. En 1829, le contrat d'exploitation a pris fin car la ressource était épuisée. Dans les alpages poussent entre autres l'arnica des montagnes, l'ancolie, le rhododendron, l'aster, l'edelweiss, la gentiane, la primevère ou encore la rue officinale. Dans les montagnes vivent le tétras lyre, le lièvre variable, le cerf et le chamois.

### Randonnée
La Via Alpina, un sentier de grande randonnée touristique et transfrontalier, avec cinq variantes possibles, à travers toutes les Alpes, passe en particulier dans les Alpes de Berchtesgaden.
L'itinéraire violet offre neuf étapes dans le massif :
1. étape A36 : de Werfen dans la vallée de la Salzach à la cabane Arthur ;
2. étape A37 : de la cabane Arthur au refuge Erich ;
3. étape A38 : du refuge Erich à Maria Alm am Steinernen Meer ;
4. étape A39 : de Maria Alm am Steinernen Meer à la cabane Riemann ;
5. étape A40 : de la cabane Riemann à la cabane de Kärling ;
6. étape A41 : de la cabane de Kärling au Königssee (avec traversée en bateau du lac) ;
7. étape A42 : du Königssee à Engedey via Berchtesgaden ;
8. étape A43 : de Engedey au nouveau refuge de Traunstein ;
9. étape A44 : du nouveau refuge de Traunstein à Unken dans la vallée du Saalach.

Plus d'une vingtaine de refuges sont disponibles dans le massif afin de pratiquer ce type d'activités.

### Industrie minière
Les roches draînant le sel dans la région de Berchtesgaden - Bad Reichenhall sont appelées Haselgebirge (Montagnes du Noisetier). La salinité typique fait près de 50 % et peut osciller cependant entre 0 et 90 %. Dans la mine de Berchtesgaden, elle est exploitée au moyen de l'eau. La saumure est transportée par conduits vers Bad Reichenhall, où elle est traitée dans une saline.
Anciennement, l'argent, le manganèse, le cuivre et le minerai de fer étaient exploités dans les Alpes de Berchtesgaden.
Jusqu'aux années 1970, une industrie minière du cuivre était présente à Mühlbach am Hochkönig.